# Sara Fratini
Sara Fratini (Puerto Ordaz, Veneçuela, 1985) és una dibuixant i il·lustradora veneçolana reconeguda pels seus dibuixos de línies negres i personatges característics.

## Biografia
Va néixer a Port Ordaz (Veneçuela) el 1985, on va residir fins a mudar-se a Espanya per cursar la carrera de Belles arts de la Universitat Complutense de Madrid. En 2012 es va traslladar a Itàlia, per seguir dibuixant. Allí va passar a encarregar-se del Festival Internacional de Cinema La Guarimba, en el qual organitza una exposició anual de cartells d'artistes de tot el món. També impulsa, des de 2016, el festival Cinemambulante en Amantea. Gràcies a la difusió dels seus treballs per xarxes socials com Facebook, Instagram i Twitter, va donar a conèixer les seves il·lustracions i així va aconseguir el contacte amb la seva primera editorial.

## Estil artístic
Els seus treballs es caracteritzen per l'ús de línies negres sobre fons blancs amb algun toc de color com el rosa o el vermell. En les seves il·lustracions destaca un personatge femení amb àmplies corbes i cabells regirats (llarg pèl que se sòcia amb els records).
Mitjançant les seves obres pretén una crítica social als cànons de bellesa establerts i a la pressió social que imposa la publicitat, dibuixant "dones de debò" amb corbes, alegries i pors, des del feminisme que lluita per la igualtat.

## Obra
En 2015 l'editorial Lumen publica el seu primer llibre d'il·lustracions, titulat La Buena Vida, on el seu personatge característic, una dona que no respon als cànons de bellesa assumits socialment en blanc i negre amb un toc de rosa, coqueteja amb les seves pors sense perdre l'entusiasme per la vida. Sergio Andreu de La Vanguardia defineix els seus treballs com a "noies com a remolins embolicats en una madeixa de pèl, imatges de dones d'actitud desinhibida i discurs optimista".
El 2016, amb la mateixa editorial, publica Una tal Martina y su monstruo. En aquest llibre posa nom al seu personatge, Martina Rossetto (inspirat en una amiga). La protagonista és una noia voluptuosa que s'enfronta a les seves pors: un monstre que l'acompanya i representa les inseguretats i conflictes interns de les persones.
Realitza, el 2019, les il·lustracions per al llibre infantil African-meninas Liderazgo Femenino en el continente Africano, coordinat per Karo Moret Miranda, on es ficcionan les biografies de lideresas africanes.
A més de les il·lustracions compta amb nombrosos murals de gran format en llocs com Madrid, Màlaga, La Palma, Ciutat de Soria, Sicília, Treviso, Apulia, Calàbria, Saint Louis o Illa de Ngor. Aquests murals formen part de projectes on es convoca a Fratini a participar amb diferents temàtiques. A Màlaga va pintar el lateral de la Facultat de Belles arts de la UMA per convocatòria d'Amnistia Internacional, el Pla de Suport a Persones Refugiades de la UMA i La Guarimba Internacional Film Festival. Aquest mural, de 18 metres de front i 1,5 d'altura, li va valer per quedar finalista en el certamen World Illustration Awards de l'Associació d'il·lustradors de 2017.
El 2019, Fratini és convocada pel projecte Muros Tabacalera de Madrid Street Art Project per a la Sotsdirecció General de Promoció de Belles arts del Ministeri de Cultura i Esport d'Espanya per pintar un dels murals de Tabacalera de Madrid.

## Publicacions
- (2013). Cartes des de la meva cambra pròpia : col·lecció 2013. Madrid: Ed. Verkami. Autores: Irusta Rodríguez, I. i Fratini, S. ISBN 978-84-942279-1-2
- (2015). La bona vida. Barcelona: Ed. Lumen. Autora: Fratini, S. ISBN 978-84-264-0191-5.
- (2016). Una tal Martina i el seu monstre. Barcelona: Ed. Lumen. Autora: Fratini, S. ISBN 978-84-264-0292-9.
- (2019). African - Meninas: Lideratge Femení en el Continent Africà. Barcelona: Ed. Wanafrica. Autors: Moret Miranda, K. i uns altres. Il·lustracions: Fratini, S. i Cebrián, A. ISBN 978-84-17150-77-8.